# Akkadische Sprache
Akkadisch (akkadû, 𒀝𒅗𒁺𒌑 ak-ka-du-u2; Logogramm: 𒌵𒆠 URIKI) ist eine ausgestorbene semitische Sprache, die stark vom Sumerischen beeinflusst wurde. Sie wurde bis ins erste nachchristliche Jahrhundert in Mesopotamien und im heutigen Syrien verwendet, in den letzten Jahrhunderten ihres Gebrauchs zunehmend vom Aramäischen verdrängt und diente zuletzt nur noch als Schrift- und Gelehrtensprache. Ihre Bezeichnung ist vom Namen der Stadt Akkad abgeleitet. Akkadisch war zusammen mit dem Aramäischen Volks- und Amtssprache in Mesopotamien sowie zeitweise die Sprache der internationalen Korrespondenz in Vorderasien bis nach Ägypten. Ihre beiden wichtigsten Dialekte waren Babylonisch und Assyrisch. Das Eblaitische wird von den meisten Forschern als nächster Verwandter des Akkadischen betrachtet.

Ausdehnung des Reiches des Sargon von Akkad um 2300 v. Chr.

## Klassifikation
Mit den übrigen semitischen Sprachen gehört das Akkadische zu den afroasiatischen Sprachen, einer Sprachfamilie, die in Vorderasien und Nordafrika beheimatet ist.
Innerhalb der semitischen Sprachen bildet das Akkadische eine eigene „ostsemitische“ Untergruppe. Es unterscheidet sich von nordwest- und südsemitischen Sprachen durch die Wortstellung Subjekt-Objekt-Verb (SOV), während die beiden anderen Zweige zumeist eine Verb-Subjekt-Objekt- oder Subjekt-Verb-Objekt-Stellung verwenden. Diese Wortstellung geht auf den Einfluss des Sumerischen zurück, das ebenfalls eine SOV-Stellung hat.
Daneben verwendete das Akkadische als einzige semitische Sprache die Präpositionen ina (Lokativ, also dt. in, an, bei, mit) und ana (Dativ-Allativ, also dt. für, zu, nach). Viele benachbarte, nordwestsemitische Sprachen, wie das Arabische, das Aramäische und Hebräische, haben stattdessen bi/bə (Lokativ) bzw. li/lə (Dativ). Die Herkunft der akkadischen Ortspräpositionen ist ungeklärt.
Im Gegensatz zu den meisten übrigen semitischen Sprachen hat das Akkadische nur einen Frikativ, nämlich ḫ [⁠x⁠]. Es hat sowohl den glottalen als auch die pharyngalen Frikative verloren, die für die übrigen semitischen Sprachen typisch sind. Die Sibilanten (Zischlaute) des Akkadischen waren zumindest bis zur altbabylonischen Zeit (ca. 19. Jahrhundert v. Chr.) ausschließlich Affrikaten.

## Geschichte und Schrift

### Schrift

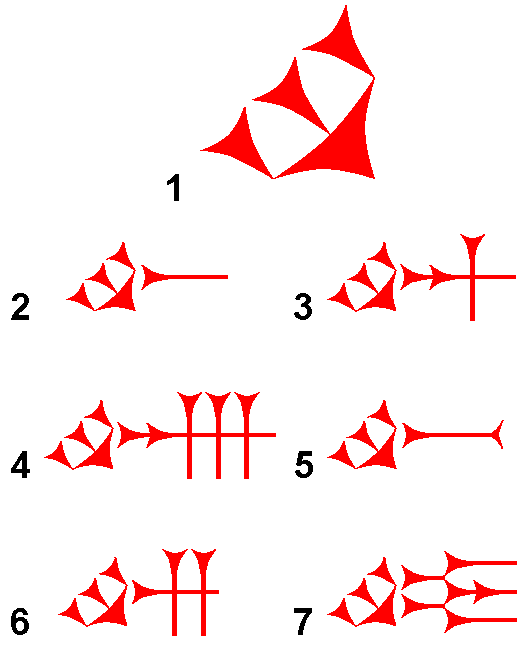
Keilschrift (neuassyrische Zeichenform)
(1 = Wortzeichen (WZ) „mischen“/Silbenz. (SZ) ḫi,
2 = WZ „Wassergraben“,
3 = SZ aʾ,
4 = SZ aḫ, eḫ, iḫ, uḫ,
5 = SZ kam,
6 = SZ im,
7 = SZ bir)

Altakkadisch ist auf Tontafeln seit etwa 2600 v. Chr. überliefert. Es wurde mit der von den Sumerern übernommenen Keilschrift geschrieben. Im Unterschied zum Sumerischen wurde sie jedoch im Akkadischen zu einer voll ausgebildeten Silbenschrift weiterentwickelt. Der Logogramm-Charakter dieser Schrift trat in den Hintergrund. Dennoch verwendete man vor allem bei sehr häufig gebrauchten Wörtern wie „Gott“, „Tempel“, u. a. auch weiterhin die entsprechenden Logogramme. So kann das Zeichen AN z. B. einerseits als Logogramm für „Gott“ stehen, andererseits den Gott An bezeichnen und auch als Silbenzeichen für die Silbe -an- verwendet werden. Daneben kommt das gleiche Zeichen als Determinativ für Götternamen zur Anwendung.
Das Beispiel 4 in der Abbildung rechts zeigt eine andere Eigenart des akkadischen Keilschriftsystems. Viele Silbenzeichen haben keinen eindeutigen Lautwert. Manche, wie z. B. AḪ, differenzieren ihren Silbenvokal nicht. Auch in der anderen Richtung gibt es keine eindeutige Zuordnung. Die Silbe -ša- wird beispielsweise mit dem Zeichen ŠA, aber auch mit dem Zeichen NÍĜ wiedergegeben, oft sogar innerhalb eines Textes wechselnd.

### Sprachentwicklung
Das Altakkadische, das bis zum Ende des dritten vorchristlichen Jahrtausends verwendet wurde, unterscheidet sich sowohl vom Babylonischen wie auch vom Assyrischen, also jenen zwei Dialekten, die aus dem Altakkadischen hervorgingen und es ablösten. Bereits im 21. Jahrhundert v. Chr. waren diese beiden späteren Hauptdialekte deutlich unterscheidbar. Altbabylonisch ist, wie auch das ihm nahestehende Mariotische, deutlich innovativer als das etwas archaische Altassyrische und das sprachlich und geografisch entferntere Eblaitische. So findet sich im Altbabylonischen erstmals die Form lu-prus (ich will entscheiden) statt des älteren la-prus. Dennoch hat auch Assyrisch eigene Neuerungen entwickelt, wie z. B. die „assyrische Vokalharmonie“, die jedoch nicht mit den Harmoniesystemen im Türkischen oder Finnischen zu vergleichen ist. Das Eblaitische ist sehr archaisch, es kennt noch einen produktiven Dual sowie ein nach Kasus (Fall), Numerus (Zahl) und Genus (Geschlecht) differenziertes Relativpronomen. Diese beiden sprachlichen Archaismen sind bereits im Altakkadischen verschwunden.

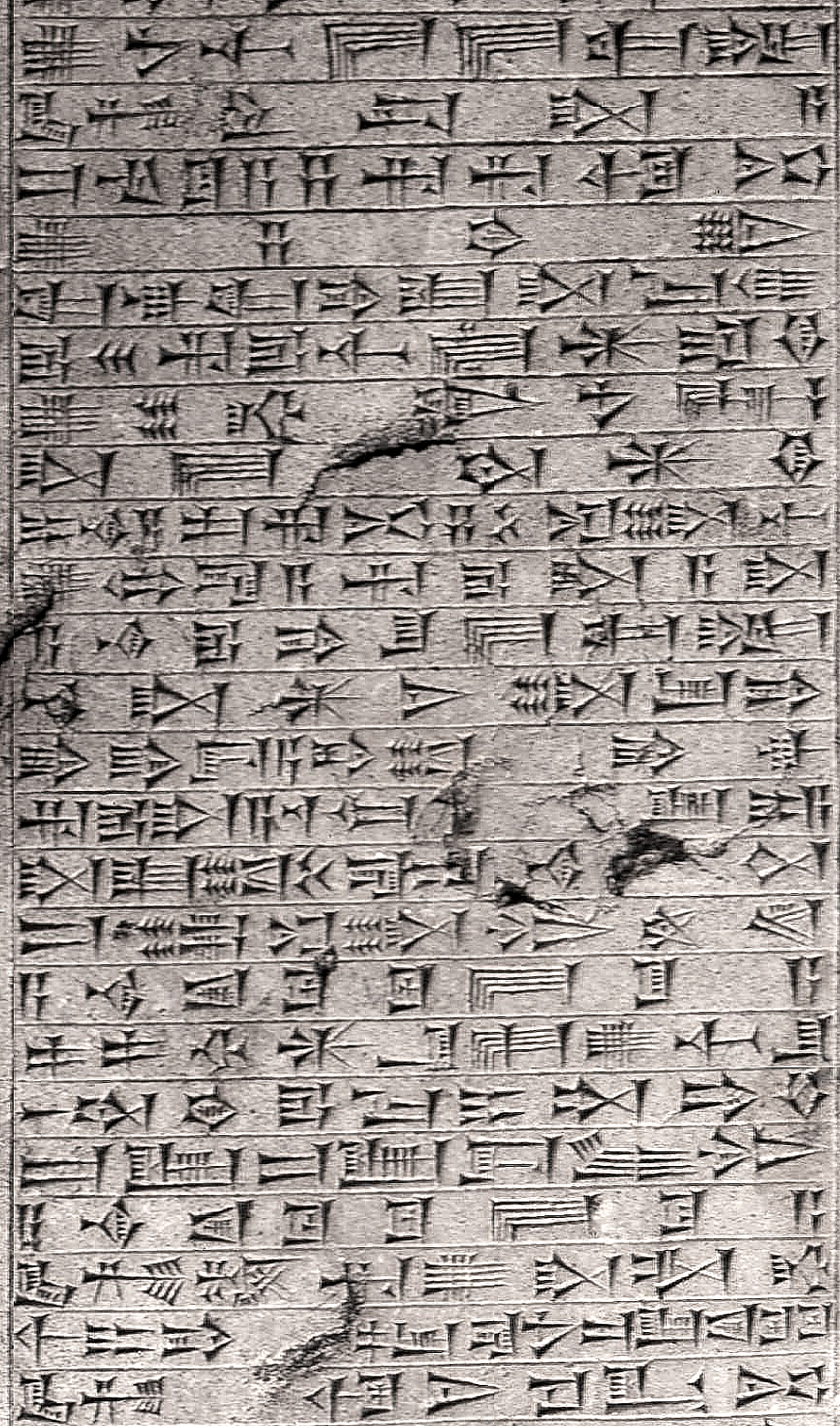
Eine akkadische Inschrift

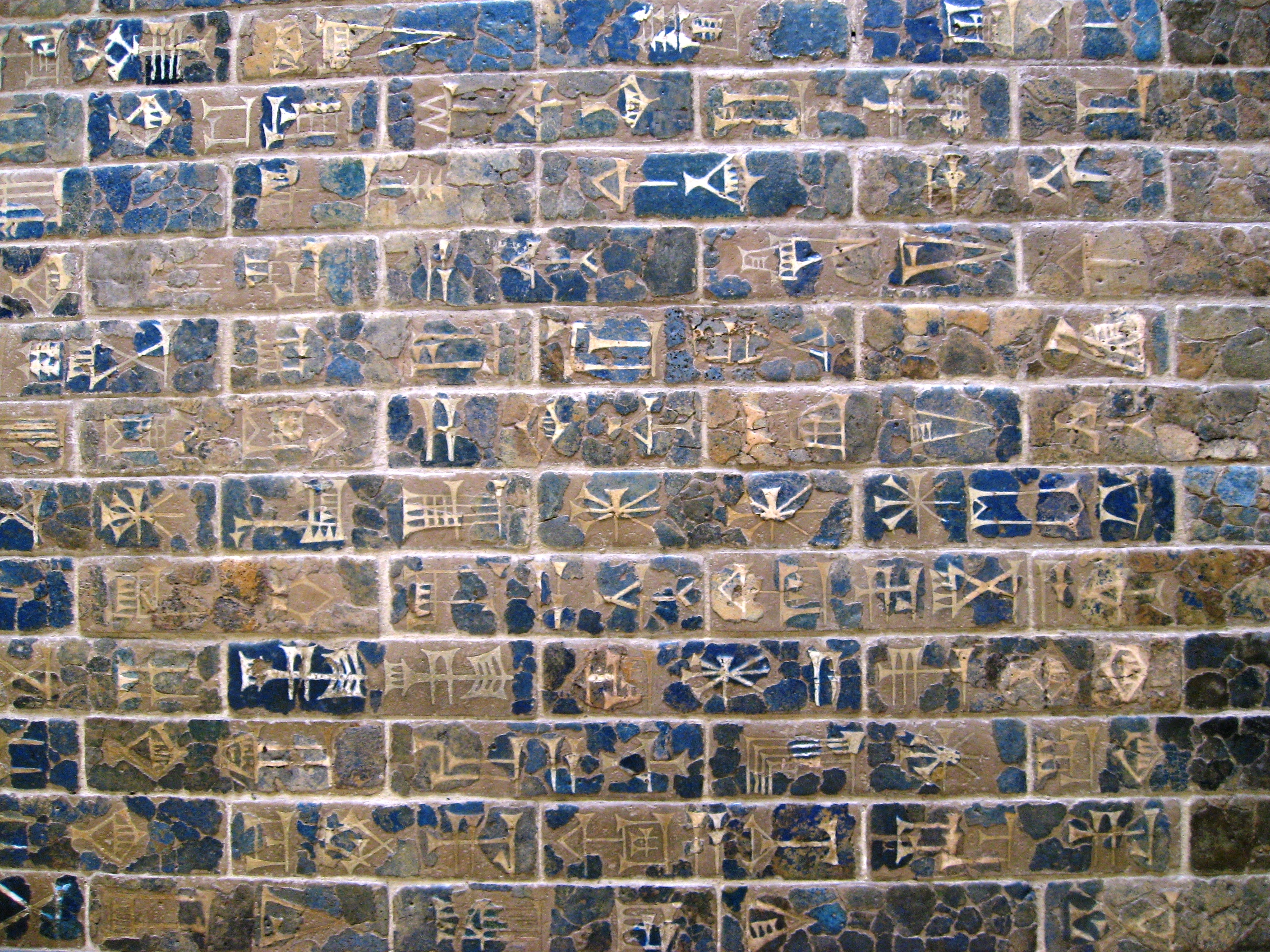
Detailansicht der Bauinschrift am Ischtar-Tor (604–562 v. Chr.)

Altbabylonisch ist die Sprache König Hammurapis, der den in heutiger Zeit nach ihm benannten Codex Hammurapi, einen der ältesten Gesetzestexte der Welt, schuf. Ab dem 15. Jahrhundert v. Chr. spricht man von „Mittelbabylonisch“. Die Trennung ist dadurch bedingt, dass die Kassiten um 1550 v. Chr. Babylon eroberten und über 300 Jahre lang beherrschten. Sie gaben zwar ihre Sprache zugunsten des Akkadischen auf, beeinflussten die Sprache jedoch. In der Blütezeit des Mittelbabylonischen galt es in der gesamten Alten Welt des Orients, einschließlich Ägyptens, als Schriftsprache der Diplomatie. In diese Zeit fällt auch die Übernahme zahlreicher Lehnwörter aus nordwestsemitischen Sprachen und aus dem Hurritischen. Sie waren jedoch nur in den Grenzregionen des akkadischen Sprachgebiets gebräuchlich.
Auch das Altassyrische entwickelte sich im zweiten vorchristlichen Jahrtausend weiter. Da es jedoch eine reine Volkssprache war – die Könige schrieben Babylonisch –, sind nur wenige umfangreiche Texte aus dieser Zeit überliefert. Man spricht bei dieser Sprache von etwa 1500 v. Chr. an von „Mittelassyrisch“.
Im 1. Jahrtausend v. Chr. wurde das Akkadische mehr und mehr als Amtssprache verdrängt. Zunächst bestanden ab etwa 1000 v. Chr. Akkadisch und Aramäisch parallel als Amtssprachen. Das wird auf vielen Abbildungen deutlich, auf denen ein Tontafelschreiber Akkadisch schreibt und ein Papyrus- oder Lederschreiber Aramäisch. Auch die zeitgenössischen Texte zeigen dies. Man spricht ab dieser Zeit von „Neuassyrisch“ bzw. „Neubabylonisch“. Ersteres erhielt im 8. Jahrhundert v. Chr. durch den Aufstieg des Assyrischen Reichs zur Großmacht einen großen Aufschwung. Im Jahre 612 v. Chr. wurden die Stadt Ninive und damit das assyrische Reich zerstört. Von da an gab es nur noch etwa zehn Jahre lang spärliche assyrische Texte.
Nach dem infolge der Eroberung des Zwischenstromlands durch die Perser herbeigeführten Ende der mesopotamischen Reiche wurde Akkadisch, das dann nur noch in Form des „Spätbabylonischen“ existierte, als Volkssprache verdrängt, jedoch als Schriftsprache weiterhin verwendet. Auch nach dem Einmarsch der Griechen unter Alexander dem Großen im 4. Jahrhundert v. Chr. konnte sich die Sprache als Schriftsprache behaupten. Vieles deutet jedoch darauf hin, dass zu dieser Zeit Akkadisch als gesprochene Sprache bereits ausgestorben war oder zumindest nur noch in sehr geringem Umfang verwendet wurde. Die jüngsten Texte in akkadischer Sprache stammen aus dem späten ersten nachchristlichen Jahrhundert, doch wurde die Kenntnis, akkadische Texte in Keilschrift zu lesen, unter Gelehrten offenbar noch bis ins 3. Jahrhundert weitergegeben.

### Entzifferung
Die akkadische Sprache wurde erst wiederentdeckt, als der Deutsche Carsten Niebuhr in dänischen Diensten 1767 umfangreiche Abschriften von Keilschrifttexten anfertigen konnte und in Dänemark präsentierte. Sofort begannen die Bemühungen, die Schrift zu entschlüsseln. Besonders hilfreich waren dabei mehrsprachige Texte, die unter anderem altpersische und akkadische Teile hatten. Dadurch, dass zahlreiche Königsnamen in diesen Texten vorkamen, konnte man zumindest einige Keilschriftzeichen identifizieren, die 1802 von Georg Friedrich Grotefend der Öffentlichkeit vorgestellt wurden. Bereits damals erkannte man, dass Akkadisch zu den semitischen Sprachen gehört. Der endgültige Durchbruch in der Entzifferung der Schrift und damit der Zugang zur akkadischen Sprache gelang in der Mitte des 19. Jahrhunderts Edward Hincks und Henry Rawlinson.

### Dialekte
Die folgende Tabelle enthält zusammenfassend die bisher sicher identifizierten Dialekte des Akkadischen.
| Dialekt     | Region                             |
| ----------- | ---------------------------------- |
| Assyrisch   | Nordmesopotamien                   |
| Babylonisch | Zentral- und Südmesopotamien       |
| Mariotisch  | Mittlerer Euphrat (in und um Mari) |
| Tell Beydar | Nordsyrien (in und um Tell Beydar) |

Einige Wissenschaftler (beispielsweise Sommerfeld (2003)) nehmen weiterhin an, dass das in den ältesten Texten verwendete „Altakkadisch“ keine Vorform der späteren Dialekte Assyrisch und Babylonisch war, sondern ein eigener Dialekt, der jedoch von diesen beiden verdrängt wurde und früh ausstarb.
Das Eblaitische in Nordsyrien (in und um Ebla) wird von manchen Forschern als ein weiterer akkadischer Dialekt betrachtet, meistens jedoch als eigenständige ostsemitische Sprache.

## Phonetik und Phonologie
Da das Akkadische als gesprochene Sprache ausgestorben ist und über die Aussprache keine zeitgenössischen Aufzeichnungen gemacht wurden, lässt sich die exakte Phonetik und Phonologie nicht mehr erforschen. Jedoch können aufgrund der Verwandtschaft zu den übrigen semitischen Sprachen und auch der Varianten der Schreibungen innerhalb des Akkadischen einige Aussagen getroffen werden.

### Konsonanten
Die folgende Tabelle gibt die in der akkadischen Keilschriftverwendung unterschiedenen Laute wieder. Die IPA-Zeichen stellen die nach Streck 2005 vermutete Aussprache dar. In Klammern dahinter folgt die Transkription, die in der Fachliteratur für diesen Laut anzutreffen ist, sofern sie sich vom Lautschrift-Zeichen unterscheidet. Diese Umschrift wurde für alle semitischen Sprachen von der Deutschen Morgenländischen Gesellschaft (DMG) vorgeschlagen und daher als DMG-Umschrift bezeichnet.
|                        | bilabial | bilabial | alveolar        | alveolar | palatal | palatal | velar  | velar | glottal | glottal |
| ---------------------- | -------- | -------- | --------------- | -------- | ------- | ------- | ------ | ----- | ------- | ------- |
| stl.                   | sth.     | stl.     | sth.            | stl.     | sth.    | stl.    | sth.   | stl.  | sth.    |         |
| Ejektive               |          |          | t’ (ṭ), ts’ (ṣ) |          |         |         | k’ (q) |       |         |         |
| Plosive                | p        | b        | t               | d        |         |         | k      | g     | ʔ (ʾ)   |         |
| Affrikaten             |          |          | ts (s), tɬ (š)  | dz (z)   |         |         |        |       |         |         |
| Frikative              |          |          |                 |          |         |         | x (ḫ)  |       |         |         |
| Nasale                 |          | m        |                 | n        |         |         |        |       |         |         |
| Vibranten              |          |          |                 | r        |         |         |        |       |         |         |
| laterale Approximanten |          |          |                 | l        |         |         |        |       |         |         |
| zentrale Approximanten |          | w        |                 |          |         | j       |        |       |         |         |

Für die Lateralaffrikate /š/ wird von einigen Wissenschaftlern eine frikativische Aussprache ([⁠ɬ⁠] oder [⁠ʃ⁠]) vermutet.

### Vokale
|             | vorne   | vorne | zentral | zentral | hinten | hinten |
| ung.        | ger.    | ung.  | ger.    | ung.    | ger.   |        |
| geschlossen | i       |       |         |         |        | u      |
| mittel      | e/ɛ (e) |       |         |         |        |        |
| offen       |         |       | a       |         |        |        |

Daneben wird von den meisten Akkadologen die Existenz eines hinteren mittleren Vokals (o oder ɔ) vermutet. Die Keilschrift bietet hierfür jedoch kaum Evidenz.
Alle Konsonanten und Vokale kommen kurz und lang vor. Konsonantenlänge wird durch Doppeltschreibung des betreffenden Konsonanten ausgedrückt, Vokallänge durch einen Querstrich über dem Vokal (ā, ē, ī, ū). Dieser Unterschied ist phonemisch, d. h. bedeutungsunterscheidend, und wird auch in der Grammatik ausgenutzt, z. B. iprusu (dass er entschied) vs. iprusū (sie entschieden).

### Betonung
Über die Betonung im Akkadischen ist nichts bekannt. Zwar gibt es einige Anhaltspunkte, wie die Vokaltilgungsregel, die im Folgenden kurz beschrieben wird, sowie einige Schreibungen in der Keilschrift, die eine Hervorhebung bestimmter Vokale darstellen könnten, jedoch konnte bisher keine Betonungsregel bewiesen werden.
Das Akkadische kennt eine Regel, die kurze (und wahrscheinlich unbetonte) Vokale löscht. Dies geschieht nicht mit Vokalen in der letzten Silbe von Wörtern und auch nur in offenen Silben, die einer anderen offenen Silbe mit kurzem Vokal folgen. Offene Silben sind dabei solche, die auf einen Vokal enden. Beispielsweise lautet das Verbaladjektiv (Partizip II) des Verbs prs (entscheiden, trennen) in seiner weiblichen Form paris-t-um (-t zeigt das feminine Geschlecht an, -um ist die Nominativ-Endung). Das /i/ wird nicht getilgt, da es sich in einer geschlossenen Silbe (/ris/) befindet. In seiner männlichen Form heißt es jedoch pars-um, da in der zugrundeliegenden Form /pa.ri.sum/ das /i/ in einer offenen Silbe steht und auf eine kurze offene Silbe (/pa/) folgt.
In den späteren Sprachstufen des Akkadischen ist daneben eine generelle Tilgung kurzer Vokale im Wortauslaut zu beobachten.

## Grammatik

### Morphologie

#### Allgemeines
Wie alle semitischen Sprachen verwendet auch das Akkadische die sogenannte Wurzelflexion. Die „Wurzel“ eines Wortes, die dessen Grundbedeutung beinhaltet, besteht in der Regel aus drei Konsonanten, den sogenannten Radikalen. Die Radikale oder Wurzelkonsonanten werden in der Transliteration im Allgemeinen mit großen Buchstaben wiedergegeben, z. B. PRS (entscheiden, trennen). Zwischen und um diese Wurzelkonsonanten werden im Akkadischen verschiedene Infixe, Präfixe und Suffixe gesetzt, die grammatikalische und wortbildende Funktionen aufweisen. Das Konsonant-Vokal-Muster, das sich ergibt, differenziert die Grundbedeutung der Wurzel. Der mittlere Wurzelkonsonant (Radikal) kann einfach oder verdoppelt (gelängt) sein. Dieser Unterschied ist ebenfalls bedeutungsdifferenzierend. Beispiele hierfür finden sich im Abschnitt „Verbmorphologie“.
Die Konsonanten ʔ, w, j und n werden als „schwache Radikale“ bezeichnet. Wurzeln, die diese Radikale enthalten, bilden unregelmäßige Stammformen.
Dieses morphologische System unterscheidet sich deutlich von dem der indogermanischen Sprachen. Im Deutschen ändert sich beispielsweise die Wortbedeutung grundlegend, wenn man einzelne Vokale austauscht, z. B. „Rasen“ vs. „Rosen“. Allerdings ähnelt der Ablaut (z. B. Präsens „(wir) singen“ vs. Präteritum „(wir) sangen“), der schon urindogermanischen Alters ist, dem semitischen System.

#### Kasus, Numerus und Genus
Wie alle semitischen Sprachen hat das Akkadische zwei grammatische Geschlechter, männlich und weiblich. Weibliche Substantive und Adjektive haben meistens ein -(a)t am Ende des Stamms. Das Kasussystem ist einfach. Es beinhaltet im Singular drei Kasus (Nominativ, Genitiv und Akkusativ), im Plural jedoch nur zwei Kasus (Nominativ und Obliquus). Adjektive kongruieren in Kasus, Numerus und Genus mit dem Bezugswort und folgen diesem in der Regel.
Am Beispiel der Substantive šarrum (König) und šarratum (Königin) und des Adjektivs dannum (stark) wird in der folgenden Tabelle das Kasussystem im Altbabylonischen verdeutlicht:
| Kasus/Numerus      | männlich  | weiblich   |
| ------------------ | --------- | ---------- |
| Substantiv         |           |            |
| Nominativ Singular | šarr-um   | šarr-at-um |
| Genitiv Singular   | šarr-im   | šarr-at-im |
| Akkusativ Singular | šarr-am   | šarr-at-am |
| Nominativ Plural   | šarr-ū    | šarr-ātum  |
| Obliquus Plural    | šarr-ī    | šarr-ātim  |
| Adjektiv           |           |            |
| Nominativ Singular | dann-um   | dann-at-um |
| Genitiv Singular   | dann-im   | dann-at-im |
| Akkusativ Singular | dann-am   | dann-at-am |
| Nominativ Plural   | dann-ūtum | dann-ātum  |
| Obliquus Plural    | dann-ūtim | dann-ātim  |

Wie man sieht, unterscheiden sich die Endungen für Substantive und Adjektive nur im männlichen Plural. Einige Substantive, vor allem geografische Begriffe wie „Stadt“, „Feld“ u. ä. können im Singular zusätzlich einen Lokativ auf -um bilden. Dieser ist jedoch anfangs nicht produktiv und die resultierenden Formen stellen erstarrte adverbiale Bestimmungen dar. In neubabylonischer Zeit wird der um-Lokativ immer häufiger und ersetzt in vielen Formen die Konstruktion mit der Präposition ina.
In späteren Entwicklungsstufen des Akkadischen ist, außer im Lokativ, zunächst die sogenannte Mimation (analog mit der Nunation, die im Arabischen auftritt), also das -m, das in den meisten Kasusendungen auftritt, entfallen. Später fielen im Singular der Substantive Nominativ und Akkusativ zu -u zusammen. Im Neubabylonischen trat ein Lautwandel ein, durch den kurze Vokale im Wortauslaut verschwanden. Damit entfiel die Unterscheidung der Kasus außer bei den männlichen Nomen im Plural. In vielen Texten wurden die Kasusvokale jedoch weiterhin geschrieben, dies jedoch nicht konsequent und oft auch falsch. Da die wichtigste Kontaktsprache des Akkadischen in dieser Zeit das Aramäische war, das ebenfalls über keine Kasusunterscheidung verfügt, war diese Entwicklung wohl nicht nur phonologisch bedingt.

#### Status
Das akkadische Substantiv besitzt drei verschiedene Status. Sie drücken die syntaktische Beziehung des Substantivs zu anderen Satzteilen aus. Der status rectus (regierter Status) ist dabei die Grundform. Der status absolutus (absoluter Status) wird verwendet, wenn das Substantiv in einem Nominalsatz (z. B. A ist ein B) als Prädikat verwendet wird.
| (1) | Awīl-um                       | šū | šarrāq.            |
|     | Mensch – Nominativ            | er | Dieb (Status Abs.) |
|     | ‚Dieser Mensch ist ein Dieb.‘ |    |                    |

Folgt einem Substantiv ein Possessivsuffix oder ein Substantiv im Genitiv, so muss es im status constructus stehen, der oft genau wie der Status absolutus durch Abtrennen des Kasussuffixes gebildet wird.
| (2) | mār-šu                                                        |
|     | Sohn (St.constr.) – 3.Person.Singular.männl.Possessivpronomen |
|     | ‚sein Sohn‘, ‚seines Sohnes‘, ‚seinem Sohn‘, ‚seinen Sohn‘    |

| (3) | mār                   | šarr-im                  |
|     | Sohn (St.constr.)     | König – Genitiv.Singular |
|     | ‚der Sohn des Königs‘ |                          |

Eine Genitivverbindung kann jedoch auch mit der Partikel ša hergestellt werden. Das Substantiv, von dem die Genitivphrase abhängt, steht dabei im Status rectus. Die gleiche Partikel wird auch zur Anknüpfung von Relativsätzen verwendet.
| (4) | mār-um                    | ša       | šarr-im                  |
|     | Sohn – Nominativ.Singular | Attribut | König – Genitiv.Singular |
|     | ‚der Sohn des Königs‘     |          |                          |

| (5) | awīl-um                           | ša       | māt-am                    | i-kšud-Ø-u                                                       |
|     | Mensch – Nominativ.Singular       | Attribut | Land – Akkusativ.Singular | 3.Person – erobern (Präteritum) – Singular.männl. – Subordinativ |
|     | ‚der Mann, der das Land eroberte‘ |          |                           |                                                                  |

#### Verbmorphologie
Bei den Verben werden vier Stämme unterschieden. Der Grundstamm (G-Stamm) ist die nicht-abgeleitete Form. Mit dem Dopplungsstamm (D-Stamm) werden Applikativ-, Kausativ- oder Intensivformen gebildet. Er erhielt seine Bezeichnung von der Dopplung des mittleren Radikals, die für D-Formen typisch ist. Die gleiche Dopplung tritt jedoch auch im Präsens der übrigen Stammformen auf. Der Š-Stamm (Stammbildungselement š-) wird für Kausative verwendet. Im D- und Š-Stamm ändern die Konjugationspräfixe ihren Vokal in /u/. Der N-Stamm drückt Passiv aus. Das Stammbildungselement n- wird dabei an den folgenden ersten Konsonanten der Wurzel angeglichen, der dadurch gelängt wird (vgl. Bsp. 9 in der folgenden Tabelle). In einigen Formen steht es jedoch nicht direkt vor dem Konsonanten, wodurch die ursprüngliche Form /n/ erhalten bleibt (vgl. Bsp. 15).
Jeder der vier Stämme kann neben der normalen Verwendung einen Reflexiv- und einen Iterativstamm bilden. Die Reflexivstämme werden mit einem Infix -ta- gebildet. Daher werden sie auch Gt-, Dt-, Št- bzw. Nt-Stamm genannt, wobei der Nt-Stamm nur von sehr wenigen Verben gebildet wird. Für die Iterativstämme verwendet man ein Infix -tan-, das jedoch nur im Präsens sichtbar ist. Die übrigen Zeitformen und Ableitungen der sog. tan-Stämme Gtn, Dtn, Štn und Ntn lauten wie die entsprechenden Formen der Reflexivstämme.
Von vielen Verben lassen sich auf diese Weise theoretisch viele tausend Formen bilden. Diese äußerst umfangreiche Verbmorphologie ist eines der besonderen Merkmale der semitischen Sprachen. Die folgende Tabelle zeigt einen kleinen Ausschnitt aus der Formenvielfalt der Wurzel PRS (entscheiden, trennen).
| Nr. | Form                   | Analyse/Stamm (G, D, Š, N)                                    | Übersetzung                                   |
| --- | ---------------------- | ------------------------------------------------------------- | --------------------------------------------- |
| 1   | i-PaRRaS-Ø             | 3.Person-Präsens.G-Singular.männl.                            | ‚er entscheidet‘                              |
| 2   | i-PaRRaS-Ø-u           | 3.Person-Präsens.G-Singular.männl.-Subordinativ               | ‚dass er entscheidet‘                         |
| 3   | i-PRuS-Ø               | 3.Person-Präteritum.G-Singular.männl.                         | ‚er entschied‘                                |
| 4   | i-PtaRaS-Ø             | 3.Person-Perfekt.G-Singular.männl.                            | ‚er hat entschieden‘                          |
| 5   | i-PtaRRaS-Ø            | 3.Person-Reflexiv.G-Singular.männl.                           | ‚er entscheidet sich‘                         |
| 6   | i-PtanaRRaS-Ø          | 3.Person-Iterativ.G-Singular.männl.                           | ‚er entscheidet immer wieder‘                 |
| 7   | u-PaRRiS-Ø             | 3.Person-Präteritum.D-Singular.männl.                         | ‚er entschied endgültig‘                      |
| 8   | u-šaPRiS-Ø             | 3.Person-Präteritum.Š-Singular.männl.                         | ‚er ließ entscheiden‘                         |
| 9   | i-PPaRiS-Ø             | 3.Person-Präteritum.N-Singular.männl.                         | ‚er wurde entschieden‘                        |
| 10  | PuRuS                  | Imperativ.G-2.Person.Singular.männl.                          | ‚entscheide!‘                                 |
| 11  | PāRiS-um               | Partizip.G-Nominativ.Singular.männl.                          | ‚entscheidend‘                                |
| 12  | PaRiS-Ø                | Stativ.G-3.Person.Singular.männl.                             | ‚er ist entschieden‘                          |
| 13  | PaRS-um                | Verbaladjektiv.G-Nominativ.Singular.männl.                    | ‚entschieden‘                                 |
| 14  | PaRāS-um               | Infinitiv.G-Nominativ.Singular.männl.                         | ‚entscheiden‘                                 |
| 15  | naPRuS-um              | Infinitiv.N-Nominativ.Singular.männl.                         | ‚entschieden werden‘                          |
| 16  | ta-PaRRaS-ī-niš-šunūti | 2.Person-Präsens.G-Sg.weibl.-Ventiv-3.Pers. Plural. Akkusativ | ‚du (weibl.) entscheidest sie (Pl.) für mich‘ |

Eine finite Verbform des Akkadischen beinhaltet obligatorisch die Kongruenz zum Subjekt des Satzes. Diese wird stets durch ein Präfix, in einigen Formen zusätzlich durch ein Suffix realisiert. Wie bereits erwähnt, unterscheiden sich die Präfixe des G- und N-Stamms von denen im D- und Š-Stamm durch ihren Vokal.
In der folgenden Tabelle werden die einzelnen Kongruenzformen des Verbs PRS (entscheiden, trennen) im Präteritum der vier Stämme dargestellt (Übersetzung siehe Tabelle oben). Wie man sieht, werden die beiden grammatische Geschlechter nur in der 2. Person Singular und in der 3. Person Plural unterschieden.
| Person/Zahl/Genus         | G-Stamm   | D-Stamm     | Š-Stamm     | N-Stamm     |
| ------------------------- | --------- | ----------- | ----------- | ----------- |
| 1. Person Singular        | a-prus-Ø  | u-parris-Ø  | u-šapris-Ø  | a-pparis-Ø  |
| 1. Person Plural          | ni-prus-Ø | nu-parris-Ø | nu-šapris-Ø | ni-pparis-Ø |
| 2. Person Singular männl. | ta-prus-Ø | tu-parris-Ø | tu-šapris-Ø | ta-pparis-Ø |
| 2. Person Singular weibl. | ta-prus-ī | tu-parris-ī | tu-šapris-ī | ta-ppars-ī  |
| 2. Person Plural          | ta-prus-ā | tu-parris-ā | tu-šapris-ā | ta-ppars-ā  |
| 3. Person Singular        | i-prus-Ø  | u-parris-Ø  | u-šapris-Ø  | i-pparis-Ø  |
| 3. Person Plural männl.   | i-prus-ū  | u-parris-ū  | u-šapris-ū  | i-ppars-ū   |
| 3. Person Plural weibl.   | i-prus-ā  | u-parris-ā  | u-šapris-ā  | i-ppars-ā   |

Zusätzlich zur Subjektskongruenz können bis zu zwei pronominale Suffixe an das Verb antreten, die dann das direkte und das indirekte Objekt markieren. Diese Pronominalsuffixe sind in allen Verbstämmen gleich. Anders als bei den Kongruenzmorphemen werden die beiden grammatischen Geschlechter in der 2. und 3. Person sowohl im Singular als auch im Plural unterschieden.
Wenn sowohl direktes als auch indirektes Objekt pronominal markiert werden, geht das indirekte Objekt (Dativ) dem direkten (Akkusativ) voraus.
Die Suffixe für das indirekte Objekt der 1. Person Singular (‚mir‘, ‚für mich‘) entsprechen den Ventiv-Suffixen. Dabei steht -am, wenn die Subjektskongruenz ohne Suffix auftritt, -m nach dem Suffix -ī und -nim nach den Suffixen -ā und -ū. Die Ventiv-Suffixe treten oft zusammen mit anderen Dativ-Suffixen oder mit den Suffixen der 1. Person Singular Akkusativ auf.
Die folgende Tabelle enthält die Formen der Objektssuffixe, wie sie im Altbabylonischen verwendet wurden:
| Person/Zahl/Genus         | Direktes Objekt (Akkusativ) | Indirektes Objekt (Dativ) |
| ------------------------- | --------------------------- | ------------------------- |
| 1. Person Singular        | -ni                         | -am/-m/-nim               |
| 1. Person Plural          | -niʾāti                     | -niʾāšim                  |
| 2. Person Singular männl. | -ka                         | -kum                      |
| 2. Person Singular weibl. | -ki                         | -kim                      |
| 2. Person Plural männl.   | -kunūti                     | -kunūšim                  |
| 2. Person Plural weibl.   | -kināti                     | -kināšim                  |
| 3. Person Singular männl. | -šu                         | -šum                      |
| 3. Person Singular weibl. | -ši                         | -šim                      |
| 3. Person Plural männl.   | -šunūti                     | -šunūšim                  |
| 3. Person Plural weibl.   | -šināti                     | -šināšim                  |

Das -m der Dativsuffixe assimiliert sich dabei an folgende Konsonanten, vgl. Bsp. (7) unten. Die folgenden Beispiele illustrieren die Verwendung der beschriebenen Morpheme.
| (6) | i-ṣbat-Ø-kunūti                                                                               |
|     | 3.Person – Präteritum.ergreifen – Singular.männl. (Subjekt) – 2.Person.Plural.männl.Akkusativ |
|     | ‚er/sie/es ergriff euch‘                                                                      |

| (7) | i-šruq-ū-nik-kuš-šu                                                                                        |
|     | <*i-šruq-ū-nim-kum-šu                                                                                      |
|     | 3.Person – Präteritum.stehlen – Ventiv – 2.Person.Singular.männl.Dativ – 3.Person.Singular.männl.Akkusativ |
|     | ‚sie stahlen es dir‘                                                                                       |

### Stativ
Eine sehr oft auftretende Form, die sowohl von Nomen, von Adjektiven als auch von Verbaladjektiven gebildet werden kann, ist der Stativ. Angefügt an prädikativ verwendete Substantive (im Status absolutus) entspricht diese Form dem Verb sein im Deutschen. Verbunden mit einem Adjektiv oder Verbaladjektiv wird ein Zustand ausgedrückt. Eine direkte Entsprechung hat der Stativ als Pseudopartizip im Ägyptischen. Die folgende Tabelle enthält am Beispiel des Nomens šarrum (König), des Adjektivs rapšum (breit) und des Verbaladjektivs parsum (entschieden) die einzelnen Formen.
| Person/Zahl/Genus         | šarrum     | rapšum     | parsum     |
| ------------------------- | ---------- | ---------- | ---------- |
| 1. Person Singular        | šarr-āku   | rapš-āku   | pars-āku   |
| 1. Person Plural          | šarr-ānu   | rapš-ānu   | pars-ānu   |
| 2. Person Singular männl. | šarr-āta   | rapš-āta   | pars-āta   |
| 2. Person Singular weibl. | šarr-āti   | rapš-āti   | pars-āti   |
| 2. Person Plural männl.   | šarr-ātunu | rapš-ātunu | pars-ātunu |
| 2. Person Plural weibl.   | šarr-ātina | rapš-ātina | pars-ātina |
| 3. Person Singular männl. | šar-Ø      | rapaš-Ø    | paris-Ø    |
| 3. Person Singular weibl. | šarr-at    | rapš-at    | pars-at    |
| 3. Person Plural männl.   | šarr-ū     | rapš-ū     | pars-ū     |
| 3. Person Plural weibl.   | šarr-ā     | rapš-ā     | pars-ā     |

Dabei kann šarr-āta sowohl „du warst König“, „du bist König“, als auch „du wirst König sein“ bedeuten, der Stativ ist also von Zeitformen unabhängig.

### Wortbildung
Neben der bereits erläuterten Möglichkeit der Ableitung verschiedener Verbstämme verfügt das Akkadische über zahlreiche Nominalbildungen aus den Verbwurzeln. Eine sehr häufig auftretende Nominalisierung ist die sogenannte ma-PRaS-Form. Sie kann den Ort eines Geschehens, die Person, die die Handlung ausführt, aber auch viele andere Bedeutungen ausdrücken. Ist einer der Wurzelkonsonanten (Radikale) ein labialer Laut (p, b, m), so wird das Präfix zu na-. Beispiele hierfür sind: maškanum (Stelle, Ort) von ŠKN (setzen, stellen, legen), mašraḫum (Pracht) von ŠRḪ (prachtvoll sein), maṣṣarum (Wächter) von NṢR (bewachen), napḫarum (Summe) von PḪR (zusammenfassen).
Eine sehr ähnliche Bildung ist die maPRaSt-Form. Die Nomen, die dieser Nominalbildung entstammen, sind grammatisch weiblichen Geschlechts. Für die Bildung gelten die gleichen Regeln wie für die maPRaS-Form, z. B. maškattum (Depositum) von ŠKN (setzen, stellen, legen), narkabtum (Wagen) von RKB (reiten, fahren).
Zur Ableitung abstrakter Nomen dient das Suffix -ūt. Die Substantive, die mit diesem Suffix gebildet werden, sind grammatisch weiblich. Das Suffix kann sowohl an Substantive, Adjektive, als auch an Verben angefügt werden, z. B. abūtum (Vaterschaft) von abum (Vater), rabûtum (Größe) von rabûm (groß), waṣūtum (Weggang) von WṢJ (weggehen).
Auch Ableitungen von Verben aus Substantiven, Adjektiven und Zahlwörtern sind zahlreich. Zumeist wird aus der Wurzel des Nomens oder Adjektivs ein D-Stamm gebildet, der dann die Bedeutung „X werden“ oder „etwas zu X machen“ besitzt, z. B. duššûm (sprießen lassen) von dišu (Gras), šullušum (etwas zum dritten Mal tun) von šalāš (drei).

### Präpositionen
Das Akkadische verfügt über Präpositionen, die aus einem einzigen Wort bestehen (z. B. ina (in, an, aus, durch, unter), ana (zu, für, nach, gegen), adi (bis), aššu (wegen), eli (auf, über), ištu/ultu (von, seit), mala (gemäß), itti (mit, bei)). Daneben gibt es jedoch einige mit ina und ana zusammengesetzte Präpositionen (z. B. ina maḫar (vor), ina balu (ohne), ana ṣēr (zu … hin), ana maḫar (vor … hin)). Unabhängig ihrer Komplexität stehen alle Präpositionen mit dem Genitiv.
Beispiele: ina bītim (im Haus, aus dem Haus), ana … dummuqim (um … gut zu machen), itti šarrim (beim König), ana ṣēr mārīšu (zu seinem Sohn).

### Zahlwörter
Da in der Keilschrift die Zahlen zumeist als Zahlzeichen geschrieben werden, ist die Lautung vieler Zahlwörter noch nicht geklärt. In Kombination mit etwas Gezähltem stehen die Kardinalzahlwörter im Status absolutus. Da andere Fälle sehr selten sind, sind die Formen des Status rectus nur von vereinzelten Zahlwörtern bekannt. Die Zahlwörter 1 und 2 sowie 21–29, 31–39, 41–49 usw. kongruieren mit dem Gezählten im grammatischen Geschlecht. Die Zahlwörter 3–20, 30, 40 und 50 zeigen eine Genuspolarität, d. h. vor männlichen Substantiven steht die weibliche Form des Zahlworts und umgekehrt. Diese Polarität ist typisch für die semitischen Sprachen und tritt z. B. auch im klassischen Arabisch auf. Die Zahlwörter 60, 100 und 1000 lauten in beiden Geschlechtern gleich. Mit den Zahlwörtern ab zwei steht das Gezählte in der Mehrzahl. Bei paarweise vorhandenen Körperteilen kann eine Dualform (Zweizahl) beobachtet werden, die jedoch nicht mehr produktiv gebildet werden kann, z. B. šepum (Fuß) wird zu šepān (zwei Füße).
Die Ordnungszahlen werden bis auf wenige Ausnahmen durch Anfügen einer Kasusendung an die Nominalform PaRuS gebildet, wobei P, R und S durch die entsprechenden Konsonanten des Zahlwortes ersetzt werden müssen. Besonders auffällig ist, dass im Fall der Eins die Ordnungszahl und die Kardinalzahl gleichlauten. Bei der Vier tritt eine Metathese (Lautvertauschung) ein. Die folgende Tabelle enthält die männlichen und weiblichen Formen des Status absolutus einiger akkadischer Kardinalzahlen sowie die entsprechenden Ordnungszahlen.
| Zahl | männliche Kardinalzahl | weibliche Kardinalzahl | Kongruenzverhalten der Kardinalzahl | männliche Ordnungszahl | weibliche Ordnungszahl |
| ---- | ---------------------- | ---------------------- | ----------------------------------- | ---------------------- | ---------------------- |
| 1    | ištēn                  | išteʾat, ištāt         | Kongruenz                           | ištēn                  | išteʾat                |
| 2    | šinā                   | šittā                  | Kongruenz                           | šanûm                  | šanītum                |
| 3    | šalāš                  | šalāšat                | Polarität                           | šalšum                 | šaluštum               |
| 4    | erbē                   | erbēt                  | Polarität                           | rebûm                  | rebūtum                |
| 5    | ḫamiš                  | ḫamšat                 | Polarität                           | ḫamšum                 | ḫamuštum               |
| 6    | šediš                  | šiššet                 | Polarität                           | šeššum                 | šeduštum               |
| 7    | sebē                   | šebēt                  | Polarität                           | sebûm                  | sebūtum                |
| 8    | samānē                 | samānat                | Polarität                           | samnum, samnûm         | samuntum               |
| 9    | tešē                   | tišīt                  | Polarität                           | tišûm, tešûm           | tišūtum, tešūtum       |
| 10   | ešer                   | ešeret                 | Polarität                           | ešrum                  | ešurtum                |
| 60   | šūš                    | šūš                    | keine Genusunterscheidung           | nicht belegt           | nicht belegt           |
| 100  | meʾat, mât             | meʾat, mât             | keine Genusunterscheidung           | nicht belegt           | nicht belegt           |
| 1000 | līm                    | līm                    | keine Genusunterscheidung           | nicht belegt           | nicht belegt           |

Beispiele: erbē aššātum (vier Ehefrauen) (männliches Zahlwort!), meʾat ālānū (einhundert Städte).

### Syntax

#### Nominalphrase
Außer den Zahlwörtern stehen alle Ergänzungen, die einem Substantiv angefügt werden, nach diesem Substantiv. Das betrifft sowohl Adjektive, Relativsätze als auch Appositionen. Zahlwörter hingegen gehen dem Gezählten voraus. In der folgenden Tabelle wird die Nominalphrase erbēt šarrū dannūtum ša ālam īpušū abūja (die vier starken Könige, die die Stadt gebaut haben, meine Väter) analysiert.
| Wort      | Analyse                                          | Teil der Nominalphrase       |
| --------- | ------------------------------------------------ | ---------------------------- |
| erbēt     | vier-weiblich (Genuspolarität!)                  | Zahlwort                     |
| šarr-ū    | König-Nominativ.Plural                           | Substantiv (Kopf der Phrase) |
| dann-ūtum | stark-Nominativ.Plural.männlich                  | Adjektiv                     |
| ša        | Attribut-Marker                                  | Relativsatz                  |
| āl-am     | Stadt-Akkusativ.Singular                         | Relativsatz                  |
| īpuš-ū    | 3.Person.bauen-Plural.männlich                   | Relativsatz                  |
| ab-ū-ja   | Vater-Plural.männlich-1.Person.Possessivpronomen | Apposition                   |

#### Satzsyntax
Die bevorzugte Satzstellung im Akkadischen ist Subjekt-Objekt-Prädikat. Die für semitische Sprachen ungewöhnliche Verbletztstellung ist Ergebnis eines jahrhundertelangen Sprachkontakts mit dem Sumerischen, das ebenfalls diese Satzstellung besitzt. Vor allem in literarischen Texten kommen im Akkadischen jedoch auch andere Reihenfolgen vor. Vor allem Chiasmen, d. h. Umkehrungen der Satzstruktur, sind sehr häufig anzutreffen. Ein Beispiel aus dem Tonzylinder von Nabonid (2:20-2:21) verdeutlicht dies:
| nīq                                                                                                   | tašriḫt-i      | ebb-i        | maḫar-šunu  | aqqi-ma         | ušamḫir            | kadrā-ja                          |
| Opfer (St.constr.)                                                                                    | Pracht-Genitiv | rein-Genitiv | vor ihnen   | opferte ich und | ich ließ empfangen | mein Begrüßungsgeschenk.Akkusativ |
| Objekt                                                                                                | Objekt         | Objekt       | Lokalangabe | Verbform        | Verbform           | Objekt                            |
| erster Satz                                                                                           | erster Satz    | erster Satz  | erster Satz | erster Satz     | zweiter Satz       | zweiter Satz                      |
| ‚Ein Opfer von reiner Pracht opferte ich vor ihnen und ließ (sie) mein Begrüßungsgeschenk empfangen.‘ |                |              |             |                 |                    |                                   |

Verbformen von Nebensätzen, die mit einer Konjunktion eingeleitet sind, tragen das Subordinativ-Suffix -u, das jedoch entfällt, wenn ein anderes mit einem Vokal beginnendes Suffix antritt. Die einzige Konjunktion, die stets ohne Subordinativ in der Verbform auftritt, ist šumma (wenn, falls). Die Gründe dafür sind noch nicht geklärt. Einige weitere Konjunktionen sind ša (für Relativsätze), kī(ma) (dass, sodass, nachdem, als, sobald, wie), ūm (als, sobald, während), adi (solange bis), aššum (weil).
In Nominalsätzen wird im Akkadischen keine Kopula verwendet, d. h. kein Verb wie das deutsche sein. Stattdessen steht das prädikativ gebrauche Substantiv oder Adjektiv im Stativ, wie zum Beispiel in Awīlum šū šarrāq. (‚Dieser Mann ist ein Dieb.‘).

## Wortschatz
Der akkadische Wortschatz ist großenteils semitischen Ursprungs. Bedingt durch den sprachgeschichtlichen Sonderstatus der Sprache, dessentwegen man sie auch in eine eigene Untergruppe „Ostsemitisch“ einordnet, gibt es aber selbst im Grundwortschatz relativ viele Elemente ohne offensichtliche Parallelen in den verwandten Sprachen, z. B. māru „Sohn“ (semitisch sonst *bn), qātu „Hand“ (semit. sonst *jd), šēpu „Fuß“ (semit. sonst *rgl), qabû „sagen“ (semit. sonst *qwl), izuzzu „stehen“ (semit. sonst *qwm), ana „zu, für“ (semit. sonst *li) etc.
Durch den intensiven Sprachkontakt zunächst zum Sumerischen und später zum Aramäischen besteht der akkadische Wortschatz zu einem Teil aus Lehnwörtern aus diesen Sprachen. Die aramäischen Lehnwörter waren dabei in den ersten Jahrhunderten des 1. Jahrtausends v. Chr. hauptsächlich auf Nord- und Mittelmesopotamien beschränkt, während die sumerischen Lehnwörter im gesamten Sprachgebiet verbreitet waren. Neben den genannten Sprachen wurden einige Substantive aus dem Reit- und Haushaltswesen aus dem Hurritischen und aus dem Kassitischen entlehnt. Einige wenige Lehnwörter entstammen dem Ugaritischen.
Aufgrund der im Vergleich zu nichtsemitischen Sprachen sehr verschiedenen Wortstruktur war es den Akkadern nicht möglich, sumerische oder hurritische Verben in die semitische Wurzelflexion zu übernehmen. Aus diesem Grund wurden aus diesen Sprachen nur Substantive und einige Adjektive entlehnt. Da jedoch das Aramäische und das Ugaritische ebenfalls zu den semitischen Sprachen gehören und daher auch über eine Wurzelflexion verfügen, konnten aus diesen Sprachen einige Verben, aber auch viele Nomina übernommen werden.
Die folgende Tabelle enthält Beispiele für Lehnwörter im Akkadischen.
| Akkadisch  | Übersetzung              | Herkunft   | Wort in der Ursprungssprache |
| ---------- | ------------------------ | ---------- | ---------------------------- |
| dû         | Hügel                    | Sumerisch  | du6                          |
| erēqu      | fliehen                  | Aramäisch  | Wurzel ʿRQ                   |
| gadalû     | in Leinen gekleidet      | Sumerisch  | gada lá                      |
| ḫabad(u)   | ein Wagenteil            | Kassitisch | ḫabad                        |
| isinnu     | Fest                     | Sumerisch  | ezen                         |
| kasulatḫu  | ein Gerät aus Kupfer     | Hurritisch | kasulatḫ-                    |
| kisallu    | Hof                      | Sumerisch  | kisal                        |
| laqāḫu     | nehmen                   | Ugaritisch | Wurzel LQH                   |
| paraššannu | Teil des Pferdegeschirrs | Hurritisch | paraššann-                   |
| purkullu   | Steinschneider           | Sumerisch  | bur-gul                      |
| qaṭālu     | töten                    | Aramäisch  | Wurzel QṬL                   |
| uriḫullu   | Konventionalstrafe       | Hurritisch | uriḫull-                     |

Aber auch das Akkadische war Quelle von Entlehnungen, vor allem ins Sumerische. Einige Beispiele sind: sum. da-rí (dauernd, von akk. dāru), sum. ra-gaba (Berittener, Bote, von akk. rākibu).

## Beispieltext
Der folgende kleine Text ist der Paragraph 7 des Codex Hammurapi, der etwa im 18. Jahrhundert v. Chr. verfasst wurde. Die Abkürzungen St.cs. und St.abs. stehen für „Status constructus“ bzw. „Status absolutus“.
| šumma                    | awīl-um                  | lū                                | kasp-am                           | lū              | ḫurāṣ-am                                 | lū                                       | ward-am                                  | lū                                       | amt-am                                   |
| wenn                     | Bürger-Nominativ         | entweder                          | Silber-Akkusativ                  | oder            | Gold-Akkusativ                           | oder                                     | Sklave-Akkusativ                         | oder                                     | Sklavin-Akkusativ                        |
|                          |                          |                                   |                                   |                 |                                          |                                          |                                          |                                          |                                          |
| lū                       | alp-am                   | lū                                | immer-am                          | lū              | imēr-am                                  | ū lū                                     | mimma šumšu                              | mimma šumšu                              | ina                                      |
| oder                     | Rind-Akkusativ           | oder                              | Schaf-Akkusativ                   | oder            | Esel-Akkusativ                           | oder aber                                | irgendetwas                              | irgendetwas                              | aus                                      |
|                          |                          |                                   |                                   |                 |                                          |                                          |                                          |                                          |                                          |
| qāt                      | mār                      | awīl-im                           | ū lū                              | warad           | awīl-im                                  | balum                                    | šīb-ī                                    | šīb-ī                                    | u                                        |
| Hand (St.cs.)            | Sohn (St.cs.)            | Bürger-Genitiv                    | oder aber                         | Sklave (St.cs.) | Bürger-Genitiv                           | ohne                                     | Zeuge-Plural. Obliquus                   | Zeuge-Plural. Obliquus                   | und                                      |
|                          |                          |                                   |                                   |                 |                                          |                                          |                                          |                                          |                                          |
| riks-ātim                | riks-ātim                | i-štâm-Ø                          | i-štâm-Ø                          | ū lū            | ana                                      | maṣṣārūt-im                              | maṣṣārūt-im                              | i-mḫur-Ø                                 | i-mḫur-Ø                                 |
| Vertrag-Plural. Obliquus | Vertrag-Plural. Obliquus | 3.Person-kaufen. Perfekt-Singular | 3.Person-kaufen. Perfekt-Singular | oder aber       | zu                                       | Verwahrung-Genitiv                       | Verwahrung-Genitiv                       | 3.Person-empfangen. Präteritum-Singular  | 3.Person-empfangen. Präteritum-Singular  |
|                          |                          |                                   |                                   |                 |                                          |                                          |                                          |                                          |                                          |
| awīl-um                  | awīl-um                  | šū                                | šarrāq                            | šarrāq          | i-ddâk                                   | i-ddâk                                   | i-ddâk                                   | i-ddâk                                   | i-ddâk                                   |
| Bürger-Nominativ         | Bürger-Nominativ         | dieser                            | Dieb (St.abs.)                    | Dieb (St.abs.)  | 3.Person-töten. Passiv. Präsens-Singular | 3.Person-töten. Passiv. Präsens-Singular | 3.Person-töten. Passiv. Präsens-Singular | 3.Person-töten. Passiv. Präsens-Singular | 3.Person-töten. Passiv. Präsens-Singular |

Übersetzung: ‚Wenn ein Bürger aus der Hand des Sohnes eines anderen Bürgers oder eines Sklaven eines Bürgers ohne Zeugen oder Vertrag Silber, Gold, einen Sklaven, eine Sklavin, ein Rind, ein Schaf, einen Esel oder irgendetwas anderes kauft oder in Verwahrung nimmt, ist dieser Bürger ein Dieb und wird getötet.‘

## Akkadische Literatur
- Atraḫasis-Epos (frühes 2. Jahrtausend v. Chr.)
- Enūma eliš (etwa 18. Jahrhundert v. Chr.)
- Gilgamesch-Epos (Standard-Version etwa 13. bis 11. Jahrhundert v. Chr.)

### Allgemeine Beschreibungen und Grammatiken
- Giorgio Buccellati: A Structural Grammar of Babylonian. Harrassowitz, Wiesbaden 1996. ISBN 3-447-03612-5
- Wolfram von Soden: Grundriß der Akkadischen Grammatik. Analecta Orientalia 33. Rom 1995. ISBN 88-7653-258-7
- Michael P. Streck: Sprachen des Alten Orients. Wiss. Buchges., Darmstadt 2005. ISBN 3-534-17996-X
- Arthur Ungnad: Grammatik des Akkadischen. Neubearbeitung durch Lubor Matouš. 5. Auflage. München 1969, 1979, ISBN 3-406-02890-X

### Lehrbücher
- Rykle Borger: Babylonisch-assyrische Lesestücke. Analecta Orientalia 54. Pontificium Institutum Biblicum, Rom 1963, 2006 (3. Auflage der Teile I, II)
  - Teil I: Elemente der Grammatik und der Schrift. Übungsbeispiele. Glossar
  - Teil II: Die Texte in Umschrift
  - Teil III: Kommentar. Die Texte in Keilschrift
- Richard Caplice: Introduction to Akkadian. Studia Pohl, Series Maior 9. 4. Auflage. Biblical Institute Press, Rom 1988, 2002, ISBN 88-7653-566-7
- John Huehnergard: A Grammar of Akkadian. Harvard Semitic Studies 45. Eisenbrauns, Winona Lake 1997, 2011 (3. Aufl.). ISBN 978-1-57506-922-7
- Kaspar K. Riemschneider: Lehrbuch des Akkadischen. Enzyklopädie, Leipzig 1969. 6. Auflage, Langenscheidt Verlag Enzyklopädie, Leipzig 1992, ISBN 3-324-00364-4
- Michael P. Streck: Altbabylonisches Lehrbuch. Harrassowitz, Wiesbaden 2011, ISBN 978-3-447-06456-9
- Josef Tropper: Akkadisch für Hebraisten und Semitisten. Hartmut Spenner, Kamen 2011, ISBN 978-3-89991-118-3

### Wörterbücher
- Wolfram von Soden: Akkadisches Handwörterbuch. 3 Bände. Wiesbaden 1958–1981, ISBN 3-447-02187-X
- Chicago Assyrian Dictionary, 1964–2011
- Jeremy G. Black, Andrew R. George, Nicholas Postgate: A Concise Dictionary of Akkadian. Harrassowitz, Wiesbaden 1999; 2. korrigierte Auflage 2000. ISBN 3-447-04264-8

### Zeichenlisten
- Rykle Borger: Mesopotamisches Zeichenlexikon. Alter Orient und Altes Testament (AOAT). Band 305. Ugarit-Verlag, Münster 2004, ISBN 3-927120-82-0; 2., revidierte und aktualisierte Auflage, 2010, ISBN 978-3-86835-043-2
- René Labat: Manuel d’Épigraphie Akkadienne. Paul Geuthner, Paris 1976; 6. Auflage, 1995, ISBN 2-7053-3583-8
- Wolfgang Schramm:  Akkadische Logogramme 2., revidierte Auflage. Göttinger Beiträge zum Alten Orient – Band 5, Göttinger Universitätsverlag, Göttingen 2010, ISBN 978-3-941875-65-4

### Fachliteratur zu spezifischen Themen
- Rykle Borger, Walther Hinz: Die Behistun-Inschrift Darius’ des Großen. In: Rechts- und Wirtschaftsurknden. Historisch-chronologische Texte (= Texte aus der Umwelt des Alten Testament. Band I, 4). Gütersloh 1984, S. 419–450
- Ignace J. Gelb: Old Akkadian Writing and Grammar. Materials for the Assyrian dictionary. Band 2. University of Chicago Press, Chicago 1952, 1961, 1973, ISBN 0-226-62304-1, ISSN 0076-518X
- Markus Hilgert: Akkadisch in der Ur III-Zeit. Rhema-Verlag, Münster 2002, ISBN 3-930454-32-7
- Walter Sommerfeld: Bemerkungen zur Dialektgliederung Altakkadisch, Assyrisch und Babylonisch. In: Alter Orient und Altes Testament, 274, S. 569–586. Ugarit-Verlag, Münster 2003, ISSN 0931-4296